# کی تی/وی
کی تی/وی(به انگلیسی: Kt/V) کمیت بدون بعدی است که در علوم پزشکی برای تعیین میزان کیفیت فرایند همودیالیز و دیالیز صفاقی به کار می‌رود.